# گری رافهد
گری رافهد (انگلیسی: Gary Roughead؛ زادهٔ ۱۵ ژوئیهٔ ۱۹۵۱) ادمیرال بازنشسه نیروی دریایی ایالات متحده آمریکا است، که در فاصله سال‌های ۲۰۰۷ تا ۲۰۱۱ به‌عنوان بیست و نهمین فرمانده عملیات نیروی دریایی آمریکا فعالیت می‌کرد.
رافهد فعالیت نظامی را از سال ۱۹۷۳ در نیروی دریایی آمریکا آغاز کرد و در دهه ۱۹۹۰ فرماندهی یواس‌اس پورت رویال و یواس‌اس بری را برعهده داشت. 
وی از ۲۰۰۰ تا ۲۰۰۲ فرمانده آکادمی نیروی دریایی آمریکا بود، از ۲۰۰۲ تا ۲۰۰۵ به‌عنوان فرمانده ناوگان دوم ایالات متحده آمریکا فعالیت می‌کرد، از ۲۰۰۵ تا ۲۰۰۶ فرمانده ناوگان اقیانوس آرام ایالات متحده بود و از ۲۰۰۶ تا ۲۰۰۷ فرماندهی نیروهای ناوگان ایالات متحده آمریکا را برعهده داشت.